# Premis Ondas 1995
Els Premis Ondas 1995 van ser la quaranta-dosena edició dels Premis Ondas. Foren atorgats un total de 27 premis entre 156 candidats decidits per un tribunal presidit per Augusto Delkáder, director general de Cadena SER (ràdio), Carlos Abad, director de Canal+ (televisió), i Santiago Roldán, director general de Sogetel (cinema). La gala d'entrega dels premis es va celebrar al Teatre Tívoli de Barcelona el 13 de novembre de 1995 i fou presentada per Iñaki Gabilondo i Gemma Nierga. Va gaudir de les actuacions de Céline Dion, Carlos Varela i Ketama i Mark Knopfler i fou retransmesa per Canal +.

## Palmarès
Nacionals de ràdio
- El larguero de la Cadena SER
- Tarde de todos d'Onda Rambla/Onda Cero
- Clarín de RNE

Nacionals de televisió
- Al filo de lo imposible de TVE
- Todo tiene arreglo de Canal Sur TV
- Fernando González Delgado de TVE i Olga Viza d'Antena 3 TV (ex aequo)

Hispanoamericans de ràdio i televisió
- Super Bowl XXIX de CBS Americas (EUA)
- Programació especial amb motiu del 70è aniversari de Radio Mitre (Argentina)

Internacionals de ràdio
- Especial d'Hoy por hoy, de la Cadena SER, pels 70 anys del naixement de la radiodifusió a Espanya
- Eurochart of Paris de Clyde 1 (Radio Clyde, UKIB)
- 12 + Plias de Ràdio Nacional de Bulgària

Internacionals de televisió
- Hotel Kigali d'Informe semanal (TVE)
- Child Of Chernobyl de Network First d'ITV/Carlton Television (Regne Unit)
- Das heiße Erbe des kalten Krieges de ZDF (Alemanya)

Cinema
- Millor director: Agustín Díaz Yanes
- Millor actor: Javier Bardem i Federico Luppi (ex aequo)
- Millor actriu: Victoria Abril
- Millor pel·lícula espanyola: Nadie hablará de nosotras cuando hayamos muerto
- Millor pel·lícula iberoamericana: Guantanamera

Música
- Millor artista espanyol: Antonio Flores (pòstumament)
- Millor àlbum: De akí a Ketama, de Ketama
- Millor cançó: «Entre mis recuerdos», de Luz Casal
- Artista revelació espanyol: Javier Álvarez
- Millor clip: «Iberia sumergida», d'Héroes del Silencio, realitzat per Carlos Miranda i Juan Marrero
- Millor artista llatí: Gloria Estefan
- Artista revelació llatí: Carlos Varela
- Música clàssica: Joaquín Rodrigo per la seva trajectòria professional
- Premi Ondas especial de l'Organització per la seva trajectòria professional en la història de la música popular espanyola: Joan Manuel Serrat
- Premi Ondas especial per la seva trajectòria internacional en la història de la música pop: Mark Knopfler